# Serge Bromberg
Pour les articles homonymes, voir Bromberg (homonymie).
Serge Bromberg, né le 26 avril 1961 à Saint-Maur-des-Fossés (Val-de-Marne, France), est un président de société, producteur, réalisateur, directeur artistique, animateur de télévision et directeur de collection.

## Études
Diplômé de l’ESCP Europe, promotion 1983.

## Carrière
En 1985, il crée Lobster Films, puis le laboratoire de restauration sonore pour films anciens L.E. Diapason en 2003 et la société de production Steamboat Films en 2006.
Il est le réalisateur de trois courts métrages et d'un moyen métrage, et il assure le poste d'assistant réalisateur du film La Diagonale du fou de Richard Dembo en 1983.
Il occupe des postes de chargé de mission chez Havas, au Carrefour de la communication de 1985 à 1986, et à la direction des expositions à la Cité des sciences et de l'industrie de 1986 à 1988.

## Télévision
Producteur et réalisateur de nombreux documentaires, il est également animateur pour des émissions de genres très divers. Entre autres : 
- Profession amateur sur Paris Première (1988)
- Auteur, producteur et animateur de Cellulo (1995-2001) et Ça tourne Bromby (1997-2000) sur La Cinquième.
- Auteur, producteur et animateur de Cartoon Factory (fin des années 1990) sur Arte.
- Animateur de la Nuit la plus Toon sur Paris Première (1990), du Téléthon (1999-2001) sur France 2, du magazine mensuel Retour de Flamme (depuis 2000, Ciné Cinéma Classics)
- Producteur de la Grande promesse du Téléthon (2000), Guérir (2001), la Mafia à Hollywood (2002) et le Vinyle fait de la résistance (2002) sur France 5, Slapstick Encyclopedia et Cartoon Factory sur Ciné Classics, Dis-moi ton nom sur TV5, Parlez-vous français pour le ministère des Affaires étrangères, Encarta (CD Rom), Time Marxes On, Premiers Comiques (Frühe Komiker), Slapstick et Album couleur et des magazines La nuit s’anime et Sylva sur Arte, l'Œil du cyclone sur Canal+, de la série Design (Arte, depuis 2006), de Parts de Marchais (France 2 / France 5) et La CV Autoportrait (France 5).

## Cinéma
Il est le directeur artistique du festival international du film d'animation d'Annecy de 1999 à 2012. Il occupe également le poste de directeur de la collection DVD cinéma muet sur Arte depuis 2000.
Il est le réalisateur et l'auteur, avec Ruxandra Medrea, du long métrage L'Enfer d'Henri-Georges Clouzot, d'après L'Enfer (film inachevé d'Henri-Georges Clouzot, avec Romy Schneider et Serge Reggiani), présenté au festival de Cannes 2009, sorti le 11 novembre 2009 et primé aux César le 27 janvier 2010 (César du meilleur film documentaire).
Les recherches de Serge Bromberg aboutissent en 2010 à l'édition d'un coffret de DVD avec 200 films restaurés de Georges Méliès, à la restauration de l'ensemble des films de Chaplin tournés entre 1914 et 1917 et à la sauvegarde et l'édition de centaines de films des origines à nos jours.
Avec Eric Lange, il réalise en 2011 le documentaire Le voyage extraordinaire qui évoque le tournage et la restauration du Voyage dans la lune de Georges Méliès, dans la seule copie couleur miraculeusement découverte en Espagne.
Le visage de Serge Bromberg est également familier pour présenter l'intégrale des films de la RKO en DVD (Éditions Montparnasse) et de nombreux films classiques chez Arte et MK2.

## Spectacles

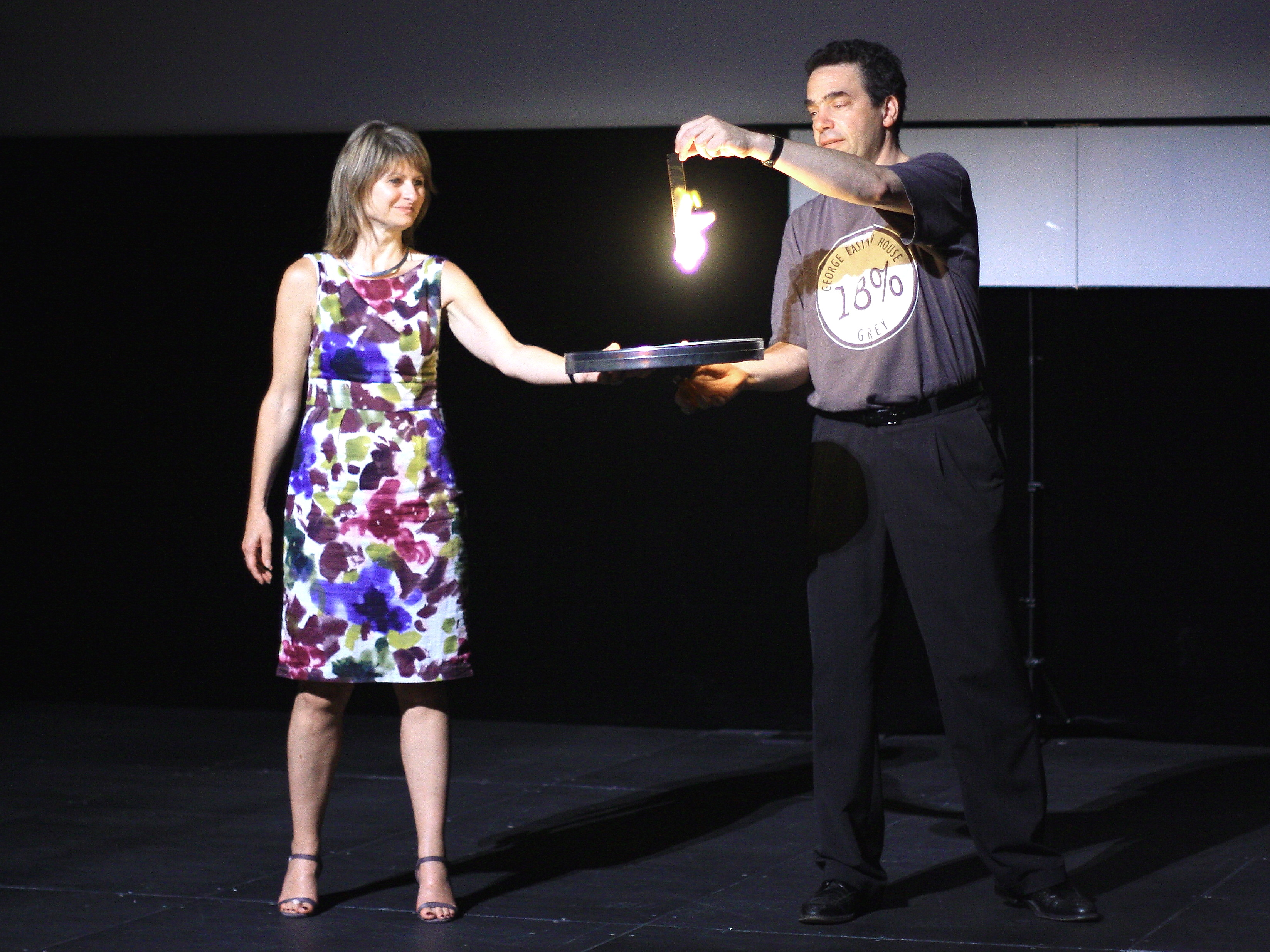
Serge Bromberg avec Sylvie Pras, de l'équipe du festival international du film de La Rochelle, lors d'une présentation d'une séance. Serge Bromberg fait toujours une petite démonstration de la différence entre une pellicule contemporaine et une pellicule en nitrate de cellulose, cette dernière s'enflammant immédiatement.

Serge Bromberg est aussi l’animateur des spectacles Retour de Flamme, où des films rarissimes retrouvés au hasard des recherches sont proposés au grand public dans un ciné-spectacle[source secondaire souhaitée]. Bromberg y raconte les histoires et accompagne les films muets au piano, en général avec d’autres invités du monde du spectacle. Retour de Flamme est donné chaque année aux Festivals de Telluride (depuis 1999), La Rochelle, Motion Picture Academy, et régulièrement à New York (depuis 2002 à la Brooklyn Academy of Music), Washington, New Delhi, Londres, San Francisco, Montréal, Madrid, Calcutta, etc.[source secondaire souhaitée].

## Poursuites judiciaires
Serge Bromberg, gérant de la société Lobster Films, spécialisée dans la sauvegarde des films du cinéma muet, est entendu par la police judiciaire en mars 2021 sur l'origine d'un incendie meurtrier à Vincennes, dans la nuit du 11 au 12 août 2020 : deux résidents d'un immeuble meurent après l'auto-combustion puis l'explosion de centaines de bobines de films anciens en nitrate de cellulose, stockés par la société dans le sous-sol de l'immeuble. Le rapport du laboratoire central de la Préfecture de police de Paris estime qu'entre 2,5 à 3,6 tonnes de pellicules étaient stockées dans un local sans alarme à incendie, ni respect des conditions de conservation d'éléments de grande inflammabilité.  
Le procès pour homicide involontaire aggravé et mise en danger de la vie d'autrui a lieu au tribunal judiciaire de Créteil les 22 et 23 novembre 2022. Le 24 janvier 2023, il est condamné à cinq ans de prison, dont un an ferme. 

## Autres fonctions
- Administrateur de l'Association française de lutte contre les myopathies et de l'Institut de Myologie (1999-2012)
- Administrateur de la Cinémathèque française (2000-2023)
- Administrateur de la Fondation GAN pour le cinéma (2004-2011)
- Administrateur de la Fondation Beaumarchais (SACD) depuis 2012
- Président du conseil d'administration de l'ECPAD (2015-2023)[7]

## Distinctions

### Décoration
- Officier de l'ordre des Arts et des Lettres en janvier 2010[8].

### Récompenses
- Prix de la National Society of Film Critics (NY, 2012),
- Denver Silent Film Festival Lifetime Achievment Award (2012),
- History Maker Lifetime Achievement (2012),
- Mel Novikoff Award (San Francisco Film Festival, 2011),
- Los Angeles Film Critics Association Award (LAFCA, 2010),
- César 2010 du meilleur film documentaire, 35e cérémonie des César pour L'Enfer d'Henri-Georges Clouzot
- Telluride Silver Medallion (2009),
- Focal Award (6 awards entre 2004 et 2012)
- Prix Jean Mitry du Giornate del Cinema Muto (Pordenone, 1997)

## Publicationss
- Serge Bromberg (ill. Henri-Georges Clouzot), Romy dans L'Enfer, Les images inconnues du film inachevé d'Henri-Georges Clouzot, Paris, Albin Michel, 2009, 160 p.  (ISBN 9782226181817)
- Serge Bromberg et Emile Mahler, RKO : 30 ans d'Hollywood, Paris, Lobster Films, 2018, 207 p.  (ISBN 978-2-490467-00-6)[9]